# Andrzej Sala
Andrzej Sala (ur. 30 listopada 1965 w Krakowie) – polski piłkarz, grający na pozycji obrońcy. Znany głównie z występów w Odrze Wodzisław Śląski, Wiśle Kraków oraz Piaście Gliwice.